# بوكونفيل
بوكونفيل هي بلدية فرنسية تقع في إقليم الأردين في منطقة غراند إيست.